# گرنت لی بوفالو
گرنت لی بوفالو (به انگلیسی: Grant Lee Buffalo) نام یک گروه موسیقی راک آمریکایی بود که در سال ۱۹۹۱ شکل گرفت و پس از انتشار چهار آلبوم از هم پاشیده شد.

## درباره
هر سه عضو گروه قبل از شکل‌گیری گرنت لی بوفالو، عضو گروه دیگری به نام Shiva Burlesque بودند. اشعار پر مایهٔ گرنت لی فیلیپس(گیتاریست، خواننده، آهنگ‌ساز و سرایندهٔ اشعار) و فضای بخصوصی که در موسیقی گرنت لی بوفالو وجود داشت، آثار آن‌ها را از دیگر گروه‌های آلترنتیو دههٔ نود متمایز می‌کرد. موسیقی که آنها خلق کردند را می‌توان الهام گرفته از آثار راک دههٔ هفتاد میلادی و کانتری‌های قدیمی مانند Buck Owens و Merle Haggard به شمار آورد.
پس از پایان توری که گروه در سال ۱۹۹۵ و به همراه آر ای ام و کرنبریز در استرالیا و آمریکا برگزار کرد، فیلیپس از سوی نشریهٔ رولینگ استون به عنوان بهترین خوانندهٔ مرد سال برگزیده شد.
در سال ۲۰۰۱ آلبوم برگزیده آثار گروه با عنوان Storm Hymnal: Gems From the Vault of Grant Lee Buffalo که دربرگیرندهٔ ۳۰ آهنگ از آثار گروه در مدت ۸ سال فعالیت‌شان بود منتشر شد.

## اعضا
- گرنت لی فیلیپس: آواز و گیتار الکتریک
- پال کیمبل: گیتار بیس
- جویی پترز: درام

## آلبوم‌ها
| نام آلبوم          | تاریخ انتشار    |
| ------------------ | --------------- |
| ۱. Fuzzy           | ۲۳ فوریه ۱۹۹۳   |
| ۲. Mighty Joe Moon | ۲۰ سپتامبر ۱۹۹۴ |
| ۳. Copperopolis    | ژوئن ۱۹۹۶       |
| ۴. Jubilee         | ۹ ژوئن ۱۹۹۹     |